# 奇卡諾運動

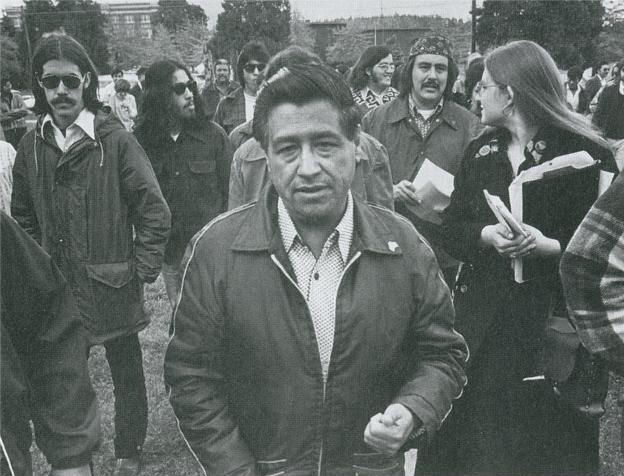
塞萨尔·查韦斯與示威者

奇卡诺运动（英語：Chicano Movement，西班牙語：El Movimiento ）是墨西哥裔美国人於1940年代至1970年代發起的一场民權運動，奇卡諾運動受到黑人民权运动的影响。這場運動的主旨是反对种族歧视和压迫，争取平等权利、增加對奇卡诺人身份的認同、拒絕同化。塞萨尔·查韦斯等運動領導人在開展運動時還與黑人民权运动領袖合作。 与黑人民权运动类似，美国政府通過反情報計劃密切關注奇卡诺运动。